# Іоаніш
Іоаніш (рум. Ioaniș) — село у повіті Біхор в Румунії. Входить до складу комуни Фініш.
Село розташоване на відстані 387 км на північний захід від Бухареста, 52 км на південний схід від Ораді, 101 км на захід від Клуж-Напоки, 129 км на північний схід від Тімішоари.

## Населення
За даними перепису населення 2002 року у селі проживали 743 особи.
Національний склад населення села:
| Національність | Кількість осіб | Відсоток |
| -------------- | -------------- | -------- |
| румуни         | 509            | 68,5%    |
| угорці         | 192            | 25,8%    |
| цигани         | 41             | 5,5%     |

Рідною мовою назвали:
| Мова      | Кількість осіб | Відсоток |
| --------- | -------------- | -------- |
| румунська | 549            | 73,9%    |
| угорська  | 192            | 25,8%    |